# Philesturnus
Philesturnus é um gênero de pássaros da família Callaeidae. Compreende apenas duas espécies endêmicas de cada uma das principais ilhas da Nova Zelândia.